# Río Chuvíscar

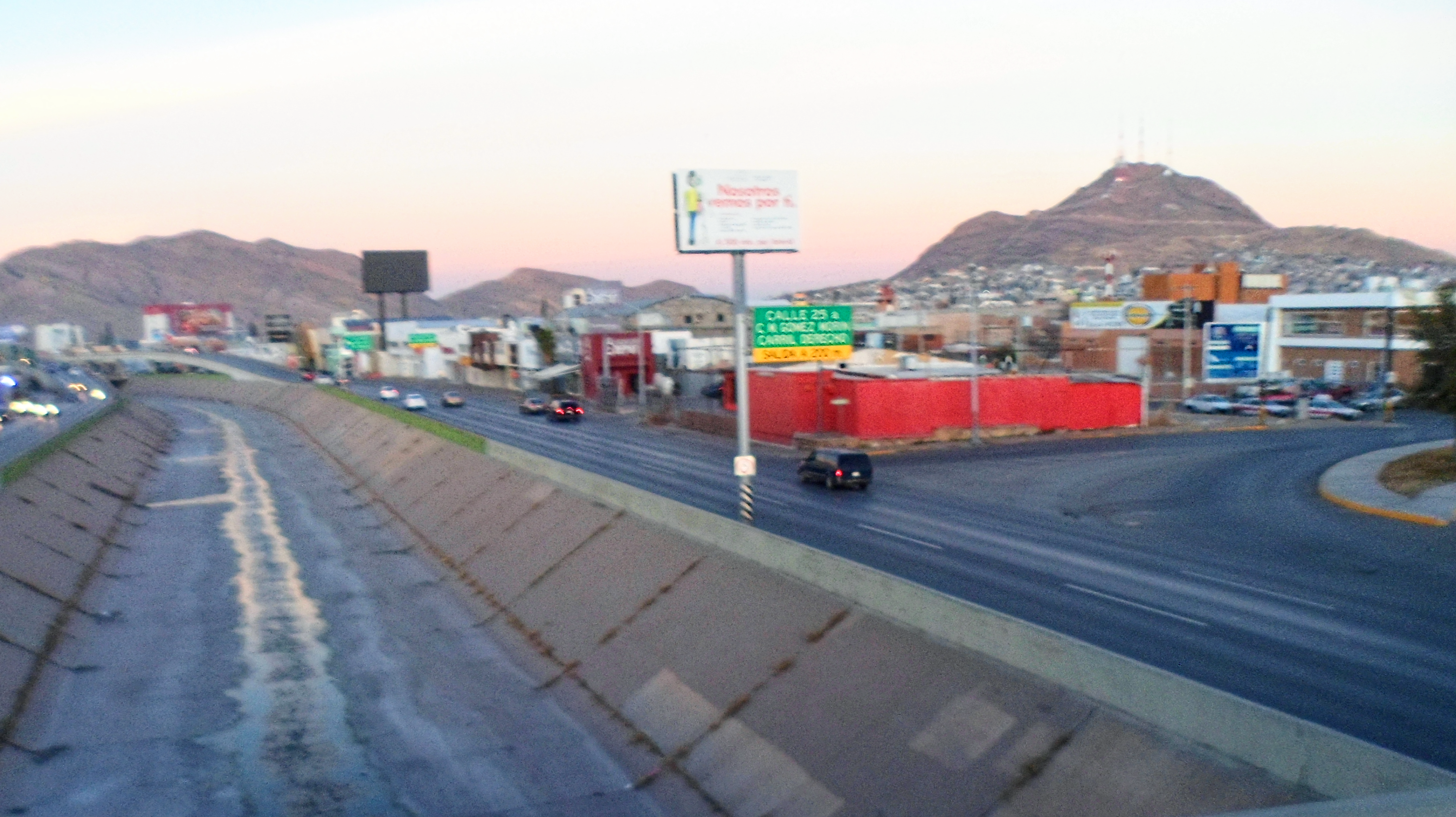
Sección canalizada del Río Chuvíscar visto desde el puente de las avenidas Venustiano Carranza-Universidad en la zona urbana de Chihuahua.

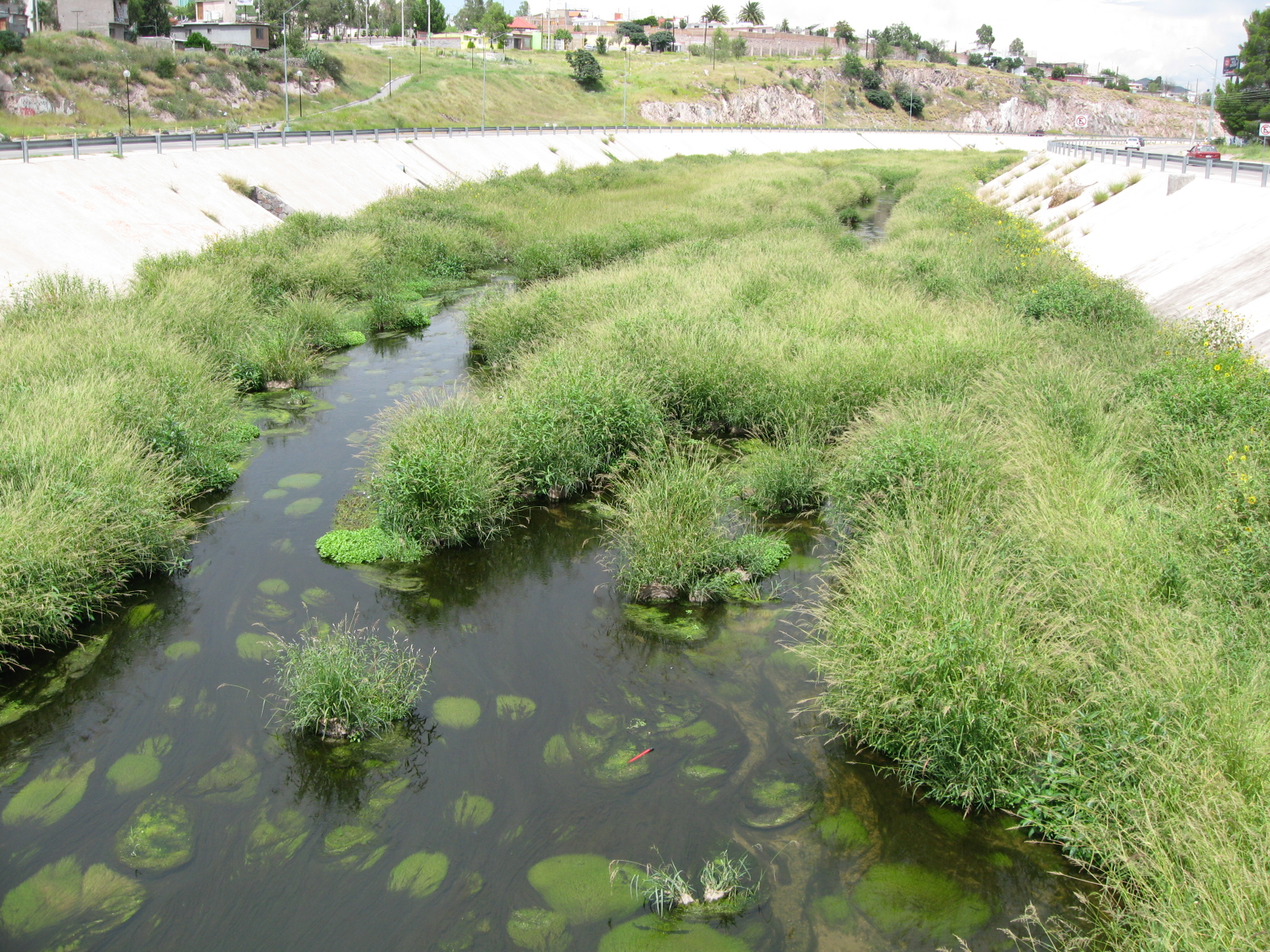
Porción parcialmente canalizada con vegetación en su interior durante el verano.

El río Chuvíscar es un río del norte de México, un afluente del río Conchos, a su vez afluente del río Bravo, que discurre por el estado de Chihuahua y a orillas del cual se encuentra establecida la capital del estado, la ciudad de Chihuahua.
El río Chuvíscar nace en un punto llamado Cañada del Chivato, en el municipio de Chihuahua, se dirige hacia el este y es represado en las presas Chihuahua y Chuvíscar, está última ya en las inmediaciones de la ciudad de Chihuahua a la que el río divide en dos mitades, durante todo su trayecto urbano se encuentra canalizado, en el extremo de la ciudad recibe el agua de su principal afluente el río Sacramento, continúa hacia la población de Aldama donde tuerce hacia el sureste y tras pasar por la población de San Diego de Alcalá se une al río Conchos en un punto llamado Babisas.